# Постмарксизм
Постмарксизм, або постструктуралістський марксизм — теоретична позиція, що ґрунтується на працях Луї Альтюсера та Мішеля Фуко. Формується у 1970-х роках, коли ряд теоретиків спробували продемонструвати зв'язок між реальністю нових соціальних рухів та плюральністю сексуальних, расових, класових та етнічних антагонізмів у сучасних суспільствах з основними положеннями марксистської теорії. Постмарксизм не є ані окремим напрямком, ані школою.

## Історія постмарксизму
За відсутності чітких критеріїв, до постмарксизму відносять декілька сучасних концепцій, але найбільш вживаним цей термін є по відношенню до дискурс-аналізу Есекської школи, основні положення якого були сформульовані в книзі Гегемонія та соціалістична стратегія (1985) Ернесто Лаклау та Шанталь Муфф.

На думку цих авторів, постмарксизм виник у «теоретичному вакуумі», що з'явився в середині 1970-х років у марксистській теорії та тлі розчарувань у дієвості соціалістичної стратегії після Познанського червня, повстання у Будапешті у 1956 році, завершення Празької весни, результатів травневих заворушень 1968 року у Франції, введення радянських військ до Афганістану. 

### Попередники постмарксизму
Через критику марксистської традиції у праці «Лібідінальна економія», одним із попередників постмарксизму називають Жана-Франсуа Ліотара. Він звертає увагу на несистематичність самого Маркса, а також постійне відкладання ним завершення написання Капіталу. Ліотар ставить питання, чи не є ця незавершуваність характерною ознакою кожної раціональної теорії, а Маркс — більш постмодерністським мислителем, аніж ті, хто намагався його систематизувати. Марксизм для Ліотара не був одним із «великих наративів» од самого початку, він більше нагадував «ризоми» Дельоза та Гваттарі та був здатен безкінечно реконфігурувати себе, ніколи не перетворюючись на завершену структуру. До «Лібідінальної економії» Ліотара у свої працях часто звертається і Фредерик Джеймісон.

Ранні праці Ґеорґа Лукача, зокрема «Історія та класова свідомість» (1923), також містять деякі риси «постмарксистські» твердження, зокрема тезу про те, що марксизм є не доктриною, а радше методологією. В свою чергу, ця праця стала визначальною і для теоретиків Франкфуртської школи (Теодора Адорно, Макса Горкгаймера, Герберта Маркузе та Вальтера Беньяміна). Західний марксизм характеризувався тим, що приділяв більше уваги питанням філософії та естетики, аніж політики та економіки, на відміну від радянської та китайської версій марксизму, а також проблематизував співвідношення базиса та надбудови. 

Завдяки «Негативній діалектиці» Теодор Адорно вважається одним із попередників деконструкції, водночас, хоча і зазначається, що основні положення постмарксистської теорії Лаклау та Муфф значно ближчі до корпусу текстів сучасної контитентальної філософії, деконструкції та семіотики, аніж до політичної теорії, але у сфері останньої бесперечним попередником постмарксизму, окрім самого Маркса є Антоніо Грамші та його теорія гегемонії.

### Пост-марксизм та пост-марксизм
У передмові до «Гегемонії та соціалістичної стратегії» (1985) Лаклау та Муфф зазначають, що вони керувалися трансформаціями концепту гегемонії. Це дозволило їм говорити про таку логіку соціального, яка є несумісною з основними категоріями марксистського аналізу. Відмовляючись надавати онтологічно привілейовану позицію «універсальному класу» та ставлячи під сумнів вагомість марксистских категорій, Лаклау та Муфф стверджують, що їхня концепція є «пост-марксистською» в тому сенсі, що вона просторово розміщується поза межами марксизму. Водночас вона є і «пост-марксистською», бо формулюється в межах дискурсивних форм, що існують в межах марксизму, а також може бути описаною негативно — в термінах відмови від певних концепцій та понять марксизму.

Окрім розрізнення між пост-марксизмом (Жан-Франсуа Ліотар, Жан Бодріяр) та пост-марксизмом (Лаклау та Муфф) звертають увагу і на інше — між постмарксизмом та постмаоїзмом (Ален Бадью), в той час коли постмарксизм намагається збагатити марксизм новими теоретичними концепціями (постструктуралізмом, постмодернізмом та фемінізмом), постмаоїзм приділяє більше уваги логіці дієвих соціальних перетворень.

### Послідовники
Постмарксизм став теоретичним підґрунтям дискурс-аналізу Есекської школи, зайнявши чільне місце у працях Алети Норваль, Девіда Говарта, Яніса Ставракакіса та Олівера Маршара. Деякі поняття постмарксизму наприкінці 1980-х років було перенесено до теоретичної парадиґми культурних досліджень завдяки таким теоретикам як Стюарт Голл, Анжела МакРобі, Лоренс Ґросберґ та Куан-Сін Чін .
 У сфері культурної антропології до постмаркистського теоретичного апарату звертався Джеймс Кліффорд у статті, присвяченій «аборигенним артикуляціям».

## Критика постмарксизму

### Алекс Каллінікос
Британський марксистський критик Алекс Каллінікос опублікував у 1985 році статтю під назвою «Постмодернізм, постструктуралізм, постмарксизм?», у якій відстоював марксизм у його полеміці з текстуалізмом, під яким він переважно розумів теоретичний доробок Жака Дерріда та йогоамериканських послідовників. Каліннікос зазначив, що йому цікавіша друга версія постструктуралізму, яка асоціюється з антиреалістським контекстуалізмом Мішеля Фуко, Жиля Делеза та Фелікса Гваттарі. На відміну від текстуалізму, для якого поза межами дискурсів нічого не існує, фукіанська генеалогія робить наголос на такому визначенні «диспозитивів», або апаратів, що грають конститутивну роль у формуванні соціального поля. Це відсилає до гетерогенного ансамблю дикурсів, інституцій, архітектурних форм, регулятивних норм, законів, філософських висловлювань, а отже — до поєднання дискурсивного та не-дискурсивного.
Каллінікос критично ставиться до різновидів постмодерністських політик, які є різновидами естетичних або моральних позицій, а не політичними проектами. «Постмарксизм» Жана-Франсуа Ліотара та Андре Горца, наслідуючи філософським канонам постструктуралізму, є не стільки набором тверджень, що можуть бути верифіковані, скільки «автобіографічним висловлюванням, записом поточного стану думок певного крила західної інтелігенції, яка була травматизована розчаруваннями після 1968 року». Каллінікос зазначає, що якщо відвести очі від книжок, то можна побачити не постіндустріальне суспільство, а все той же знайомий капіталізм, який вперше в історії став глобальним, в той час коли західний пролетаріат ще існує, що й було доведено шахтарськими страйками у Великій Британії у 1984—1985 роках.

### Фредрік Джеймісон
Американський теоретик культури та марксистський критик Фредрік Джеймісон, як і Лаклау, пише про виникнення нових соціальних рухів, але позиції обох теоретиків відрізняються розумінням того, що саме ці рухи репрезентують. Джеймісон заперечує твердження, згідно з яким, ці рухи виникають для заповнення порожнечі, яка залишається на місці зникнення соціальних класів всередині капіталістичної системи. Він розглядає нові соціальні рухи як наслідок експансії пізнього капіталізму, коли робітничий клас не зникає, а виявляється зміщеним.

Джеймісон захищає традиційні марксистські поняття базису та надбудови, соціальних класів, революційних змін, товарного фетишизму, та підозріло ставиться до тих, хто сприймає виникнення цих рухів як позитивний знак загальнокультурної ситуації, бо для нього нові соціальні рухи свідчать про маргіналізацію політичного в епоху пізнього капіталізму. Водночас він цитує у «Політичному несвідомому» (1981) першу працю Лаклау, а також згадує «Гегемонію та соціалістичну стратегію» (1985) на сторінках «Постмодернізму, або Культурної логіки пізнього капіталізму» (1991), хоча і зазначає, що для нього як для марксиста є неприйнятним одночасне проголошення слідування соціалістичній стратегії та твердження про те, що нові соціальні рухи виникають на місці зникнення соціальних класів .

### Норман Ґерас
На сторінках «New Left Review» у 1987 році вийшов відгук британського марксиста Нормана Ґераса на публікацію «Гегемонії та соціалістичної стратегії» (1985) Ернесто Лаклау та Шанталь Муфф. Називаючи цю працю «постмарксистською стилізацією», Ґерас відразу повідомляє, що не вважає її вартою будь-чого теоретично, бо вона є радше свідченням «розвинутої стадії інтелектуального божевілля». Водночас книжка цікавить його принаймні з двох причин: (1) вона є «прекрасною парадиґматичною» ілюстрацією ключових позицій напрямку, у якому рухаються європейські ліві; (2) через сам термін «постмарксизм».
Ґерас зазначає, що термін «пост-марксист» здається Лаклау та Муфф більш прийнятним ніж «екс-марксист», бо викликає асоціації радше з рухом уперед, аніж зі «зміною кольорів», в той час коли у «серці постмарксизму» можна побачити лише «інтелектуальний вакуум». Ґерас також перелічує основні марксистські положення, від яких відмовляються автори книги:
- об'єктивна, або структурна, класова позиція є історичною детермінантою соціальних та політичних ідентичностей;
- політика та ідеологія зумовлюються економічною структурою;
- робітничий клас має об'єктивний інтерес у розвитку соціалізму, а також що можливо говорити про об'єктивні інтереси класу;
- існують структурні тенденції щодо об'єднання робітничого класу, незважаючи на всі фактори, які його фрагментують;
- робітничий клас має привілейований зв'язок із боротьбою за соціалізм;
- соціалізм характеризується зникненням капіталістичних виробничих відносин;
- суспільство та історія можуть бути зрозумілі за допомогою певного універсального принципу або принципів.

## Теоретики, наближені до постмарксизму
- Ернесто Лаклау
- Шанталь Муфф
- Джудіт Батлер
- Фредрік Джеймісон
- Жан-Франсуа Ліотар
- Жак Рансьєр
- Жиль Дельоз
- Славой Жижек
- Ален Бадью